# Женщина-кошка: Охота
«Женщина-кошка: Охота» (англ. Catwoman: Hunted) — американский мультфильм 2022 года.

## Синопсис
Женщина-кошка становится целью преступной организации, Интерпола и Бэтвумен, когда крадёт драгоценный камень.

## В ролях
| Актёр                | Персонаж                    |
| -------------------- | --------------------------- |
| Элизабет Гиллис      | Селина Кайл / Женщина-кошка |
| Стефани Беатрис      | Бэтвумен                    |
| Кирби Хауэлл-Баптист | Барбара Минерва / Чита      |
| Джонатан Бэнкс       | Чёрная Маска                |
| Стив Блум            | Соломон Гранди, Аваддон     |
| Лорен Коэн           | Юлия Пенниуорт              |
| Джонатан Фрейкс      | Король Фарадей, Босс Мокси  |
| Кит Дэвид            | Тобиас Уэйл, Моракс         |
| Зехра Фазал          | Талия аль Гул               |
| Эндрю Кисино         | Мистер Якудза               |
| Рон Юань             | Доктор Цин-Цин              |
| Жаклин Обрадорс      | Ла Дама                     |
| Келли Ху             | Чешир                       |
| Эрик Лопез           | Домино 1                    |

## Отзывы
Джесс Шедин из IGN поставил мультфильму оценку 9 из 10 и написал, что он «отличается сильным, эффективным сценарием и талантливым актёрским составом». Сэм Стоун из Comic Book Resources также был доволен картиной, назвав её «великолепной». Адам Тайнер из DVD Talk в своей рецензии на мультфильм поставил самый высокий бал качеству видео и аудио. Джулиан Роман из MovieWeb написал, что ему «очень понравился этот мультфильм». Элиссон Роуз из FlickDirect дала мультфильму 3 звезды из 5 и похвалила актёров озвучки.